# クヤレック
クヤレック（グリーンランド語: Kommune Kujalleq）は、グリーンランドの南部に位置する基礎自治体（以下、本稿では便宜上「市」と表記する）である。2024年1月の人口は6,145人で、ケケタリクに次いでグリーンランドで人口の少ない市である。行政の中心はカコトック（旧称：ユリアネホープ）。2009年1月1日の行政区画の改編によりNanortalik、Narsaq、Qaqortoqの3市が統合され、誕生した。

## 市章
市章には羊の頭が描かれている。これは市の経済を支える牧羊をモチーフにしている。その上部には、グリーンランドの旗と同じように太陽がデザインされている。市章は2008年8月に採択された。

## 地理
クヤレックの面積は51,000 km2 (19,691.2 sq mi)で、これはグリーンランドの市のなかで最も小さい。グリーンランドの南端に位置し、北側はセルメルソークに接している。西はラブラドル海で、南端のフェアウェル岬で北大西洋と合流している。セルメルソーク市との西側の境界線はアランゴルスアク・フィヨルドに沿っている。市内は概して標高が高く、多くのフィヨルドが存在する。

## 町や集落
- Aappilattoq
- Alluitsup Paa (旧名：Sydprøven)
- Ammassivik (旧名：Sletten)
- Eqalugaarsuit
- イガリク (Igaliku) (旧名：イガリコ〈Igaliko〉)
- ナノータリク (Nanortalik) (旧名：Nennortalik)
- ナルサーク (Narsaq) (旧名：Nordprøven)
- Narsarmijit (旧名：Frederiksdal, Narsaq Kujalleq)
- ナルサルスアーク (Narsarsuaq)
- カコトック (Qaqortoq) (旧名：Julianehåb)
- カシアルスク (Qassiarsuk)
- カッシミウト (Qassimiut)
- Saarloq
- タシウシャク (Tasiusaq)

## 交通
ナルサルスアーク空港が唯一の空港である。

## 国際関係
クヤレックは以下の都市と姉妹都市協定を結んでいる。
- オーフス、デンマーク[4]